# Nicolas Jacobi
Nicolas Jacobi (* 13. April 1987 in Mainz) ist ein deutscher Hockeytorwart.
Jacobi spielte erstmals 2002 im Jugendbereich für den DHB; 2003 gewann er bei der U16-Europameisterschaft in Barcelona den Titel, 2008 belegte er mit der deutschen Mannschaft den dritten Platz bei der U21-Europameisterschaft. Sein Debüt in der deutschen Nationalmannschaft gab er am 18. Januar 2008 bei der Halleneuropameisterschaft in Jekaterinburg, bei der die deutsche Mannschaft im Finale gegen die Russen unterlag. In den folgenden Jahren gewann er in der Halle die Titel sowohl bei der Hallenweltmeisterschaft in Posen als auch bei der Halleneuropameisterschaft 2012 in Leipzig. 
Im Feldhockey ist Jacobi seit der Champions Trophy 2011 eine feste Größe im Team der deutschen Nationalmannschaft. Bei den Olympischen Spielen in London 2012 war er neben Max Weinhold als Ersatztorwart im Kader und gewann die Goldmedaille. Seit 2013 ist Jacobi die Nummer 1 im deutschen Team. Im gleichen Jahr gewann er mit der deutschen Nationalmannschaft die Feldhockey-Europameisterschaft in Belgien. Bei den Olympischen Spielen 2016 in Rio 2016 holte er mit der Nationalmannschaft die Bronzemedaille mit einem Sieg gegen die Niederlande nach Penaltyschießen. Am 1. November 2016 wurde er für diesen Erfolg mit dem Silbernen Lorbeerblatt ausgezeichnet.
Insgesamt bestritt Jacobi bislang 109 Länderspiele, davon 13 in der Halle. (Stand 5. August 2016)
Jacobi begann beim Rüsselsheimer RK seine Hockeykarriere, mit dem er 2008 Deutscher Meister im Hallenhockey wurde. Im gleichen Jahr wechselte er nach Hamburg zum Uhlenhorster HC, mit dem er 2010 und 2012 die Euro Hockey League gewann. 2012 wurde sowohl das Halbfinale gegen den belgischen KHC Dragons als auch das Finale gegen den niederländischen Amsterdam H&BC im Penaltyschießen entschieden, Jacobi hielt in beiden Entscheidungen vier Penaltys und wurde zum Most Valuable Player der Saison ausgezeichnet. 
Vom 14. Januar bis 10. Februar 2013 nahm Jacobi an der neu gegründeten Hockey India League (HIL) teil, wo er mit den Delhi Waveriders das Finale erreichte. Bei der öffentlichen Auktion wurde er für ein Salär von 50.000 USD ersteigert.
Neben dem Sport hat Jacobi Betriebswirtschaftslehre studiert.